# Axayacatl Xicohténcatl

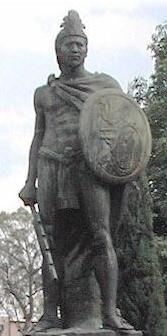
Axayacatl Xicotencatl

Axayacatl Xicohténcatl of Xicotencatl de Jongere was de zoon van Xicotencatl de Oudere (Huehue Xicohténcatl), leider van Tlaxcala. Hij was het niet eens met zijn vaders bondgenootschap met de Spanjaarden en leidde een opstand tegen hem. Hij werd in 1521 door Hernán Cortés ter dood veroordeeld. De stad Tlaxcala de Xicoténcatl is naar hem genoemd alhoewel anderen beweren dat het naar zijn Spaansgezinde vader werd genoemd.